# Marcelle Berquier-Marinier
Marcelle Yvonne Berquier-Marinier, née le 5 avril 1902 à Paris et morte le 9 mars 2002 à Dieppe, est une artiste peintre et dramaturge française du XXe siècle.

## Biographie
Elle se fait remarquer en 1929 en exposant au Salon des indépendants sa toile Les Bords de la Seine.
On lui doit aussi une comédie en un acte et deux tableaux, Amour, Délices et Or, publiée en 1959 avec La Tête des autres de Marcel Aymé, les deux pièces étant jouées au Théâtre de l'Atelier le 20 mars 1959 puis reprises au Théâtre de Paris le 25 juin 1959.